# Rhaphidophora crassifolia
Rhaphidophora crassifolia — вид квіткових рослин із родини Araceae, роду Rhaphidophora. Це ліана, рідним ареалом якої є Таїланд, Малайзія.